# پوماهی
پوماهیان یا سپرماهیان دم‌گزنده (Dasyatidae) خانواده‌ای از ماهیان هستند.
این سپر ماهیان دارای ۱ تا ۷ خار بر روی دم شلاق مانند خود هستند که حاوی سلول‌های ترشح‌کننده زهر در اپی تلیوم پوشاننده خوداست. زهر اعضای این گروه از ماهیان دارای اثرات عصبی-عضلانی است و در صورتی که در منطقه شکمی یا سینه‌ای قربانی وارد شود، باعث ایجاد عوارض شدید قلبی و حتی مرگ ناشی از ایست قلبی می‌شود. البته برخورد و جراحت ناشی از این ماهی‌ها در سایر بخش‌های بدن، باعث ایجاد دردهای محلی شدید، تورم و احتمالاً عفونت ثانویه خواهد شد.
درجلوی سر این خانواده از الحاق باله سینه‌ای خرطومی به شکل مثلث ایجاد شده.
بینی و پنج شکاف آبششی در زیر سر قرار دارد.
اعضای این خانواده فاقد باله‌های پشتی و مخرجی هستند.
اعضای این خانواده دارای سنگدان هستند.
تولید مثل در این خانواده از نوع زنده‌زای بدون جفت یا زنده تخم‌گذار است.

## سرده‌ها
- Dasyatis کنستانتین ساموئل رافینسکوئه،  1810
- لقمه‌ماهی‌های شلاقی یوهانس پتر مولر و فریدریش گوستاو یاکوب هنله،  1837
- Makararaja T. R. Roberts, 2007
- سفره‌ماهی نقاب‌دار Castenau, 1873
- Pastinachus ادوارد روپل،  1829
- Pteroplatytrygon Fowler, 1910
- لقمه‌هاهی‌های دم‌نواری یوهانس پتر مولر و فریدریش گوستاو یاکوب هنله،  1837
- Urogymnus یوهانس پتر مولر و فریدریش گوستاو یاکوب هنله،  1837

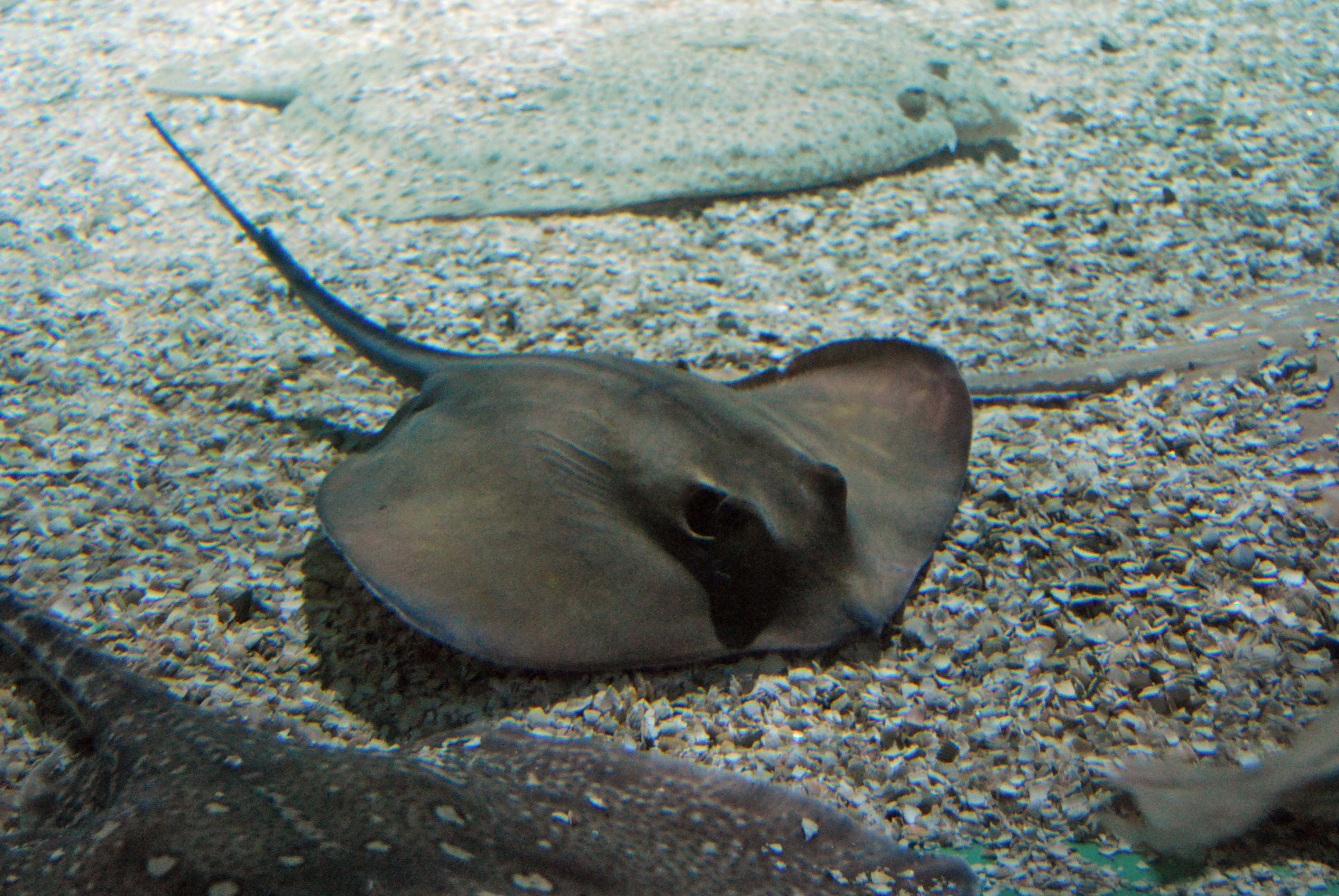
لقمه‌ماهی معمولی
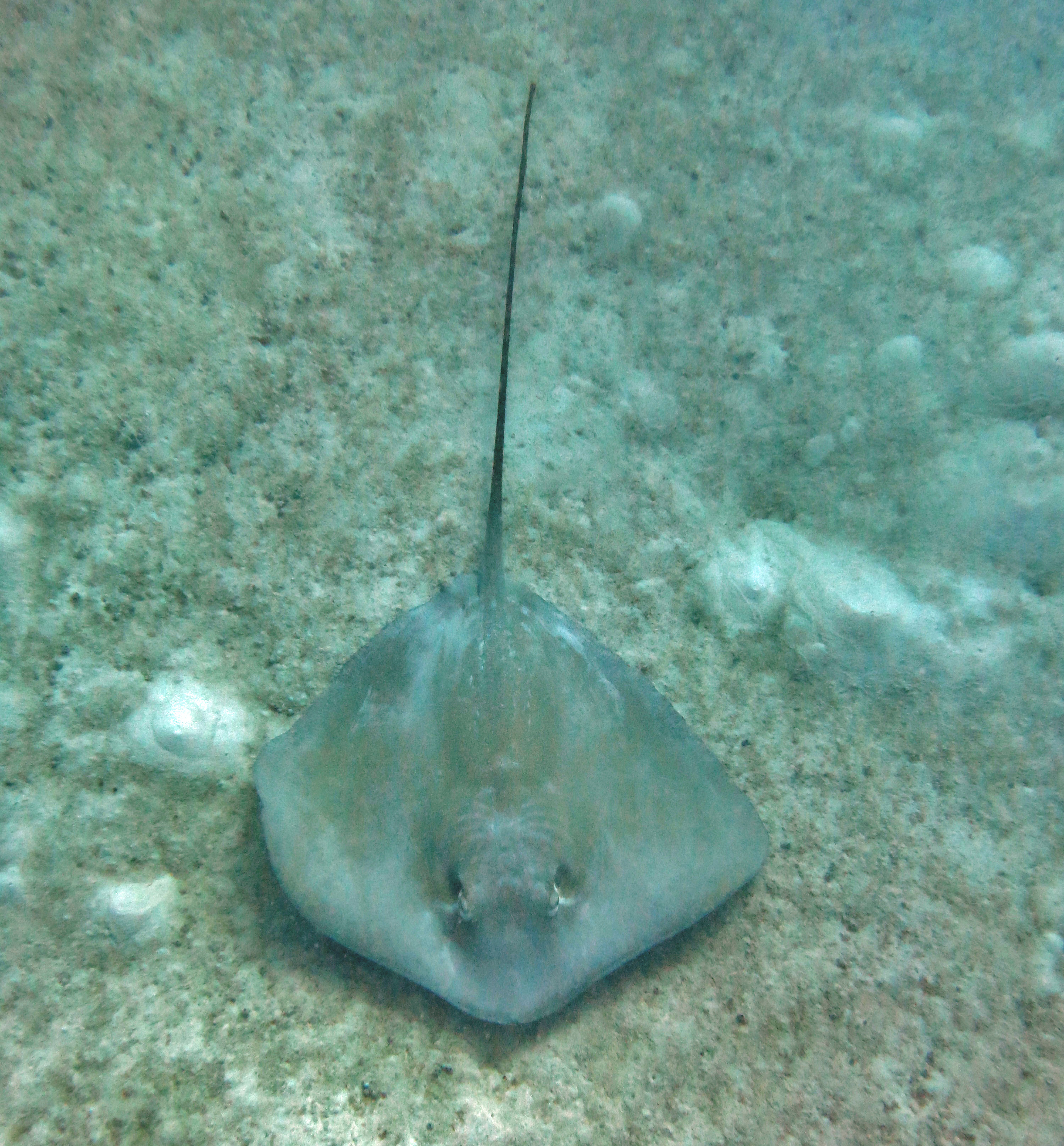
لقمه‌ماهی جنکینز
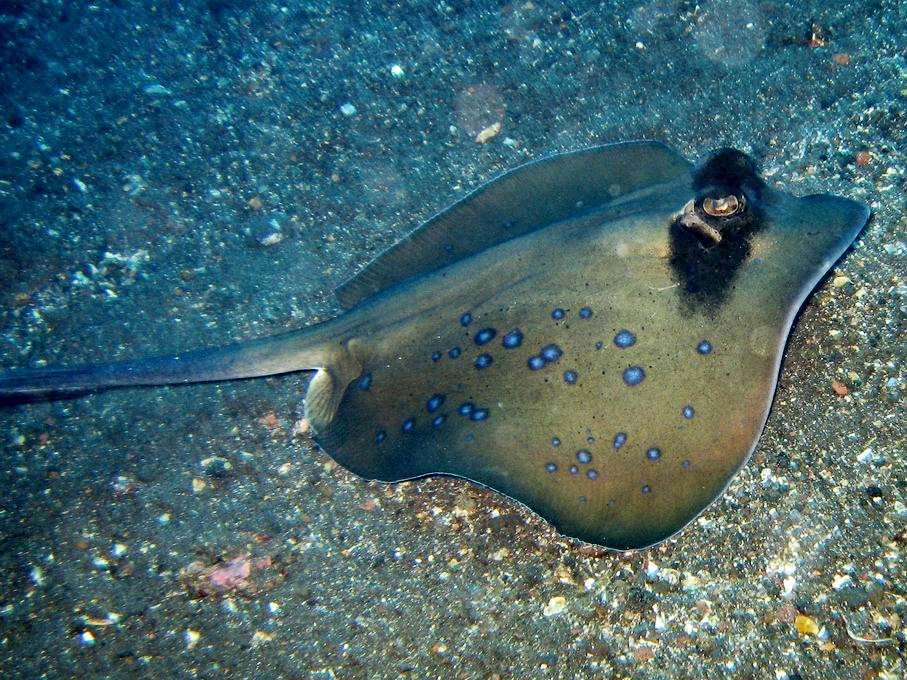
لقمه‌ماهی خال‌آبی
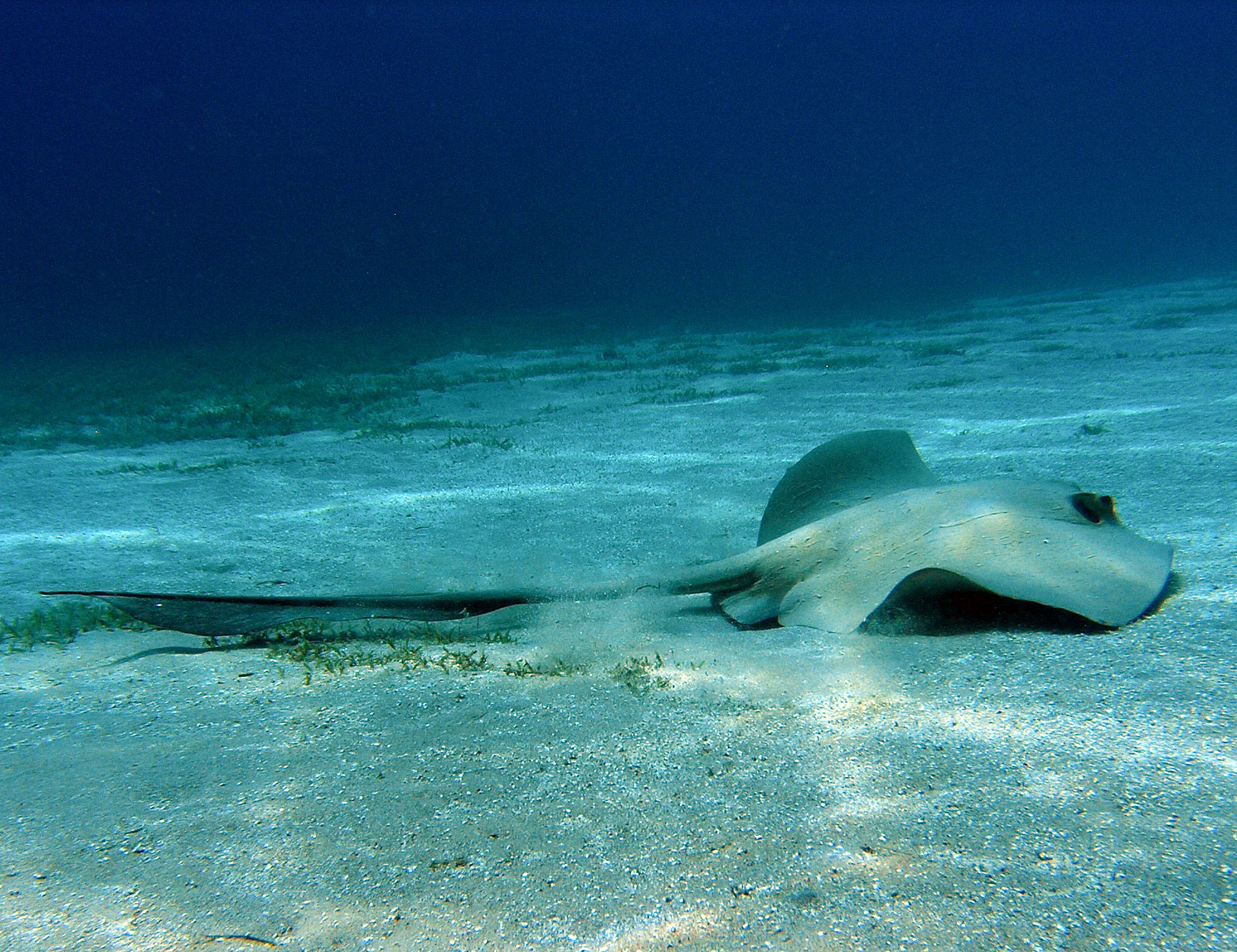
Pastinachus sephen
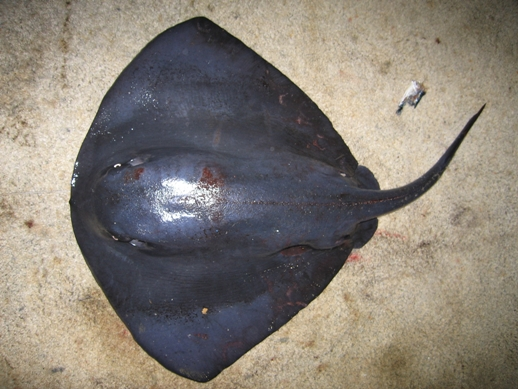
Pteroplatytrygon violacea
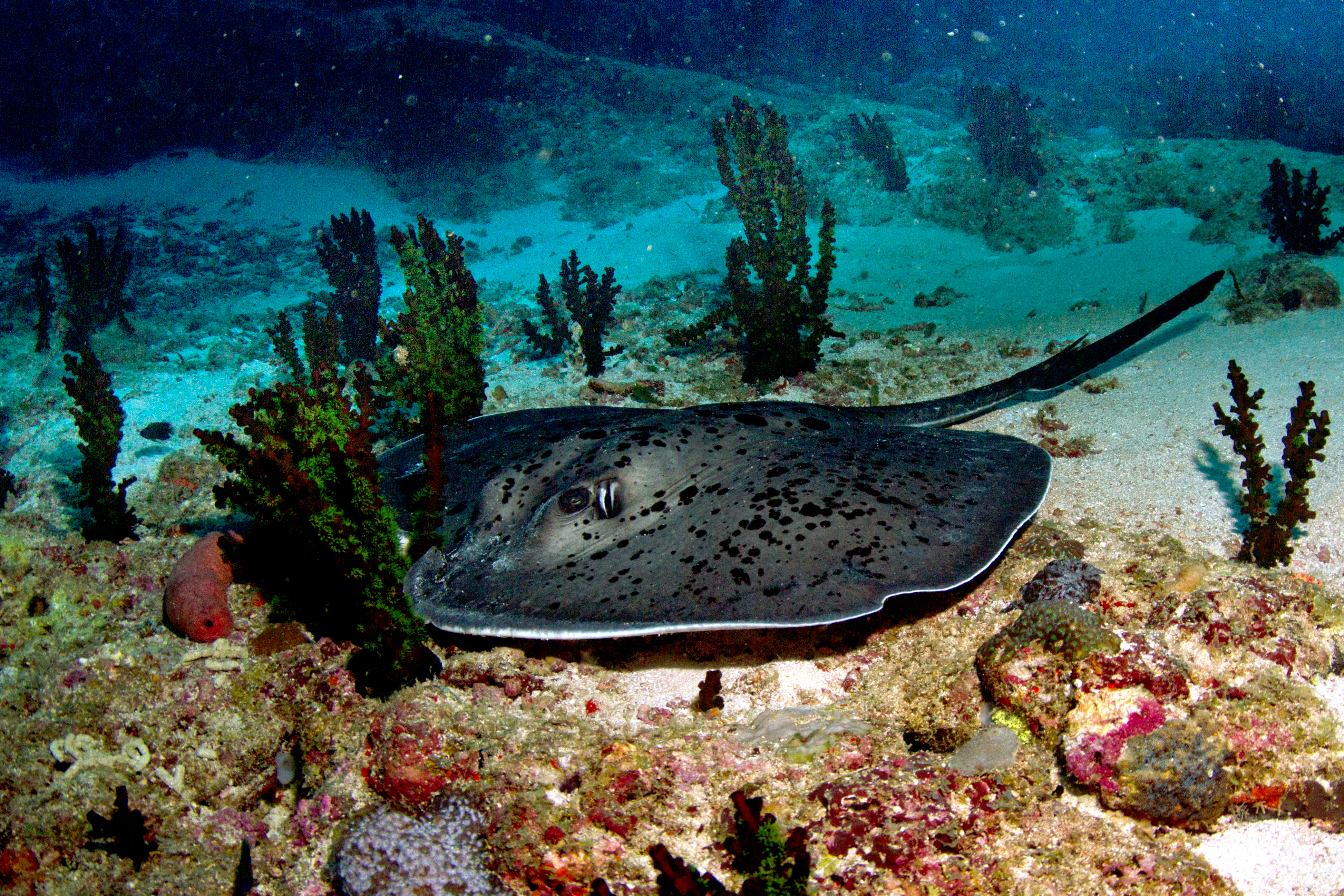
Taeniura meyeni
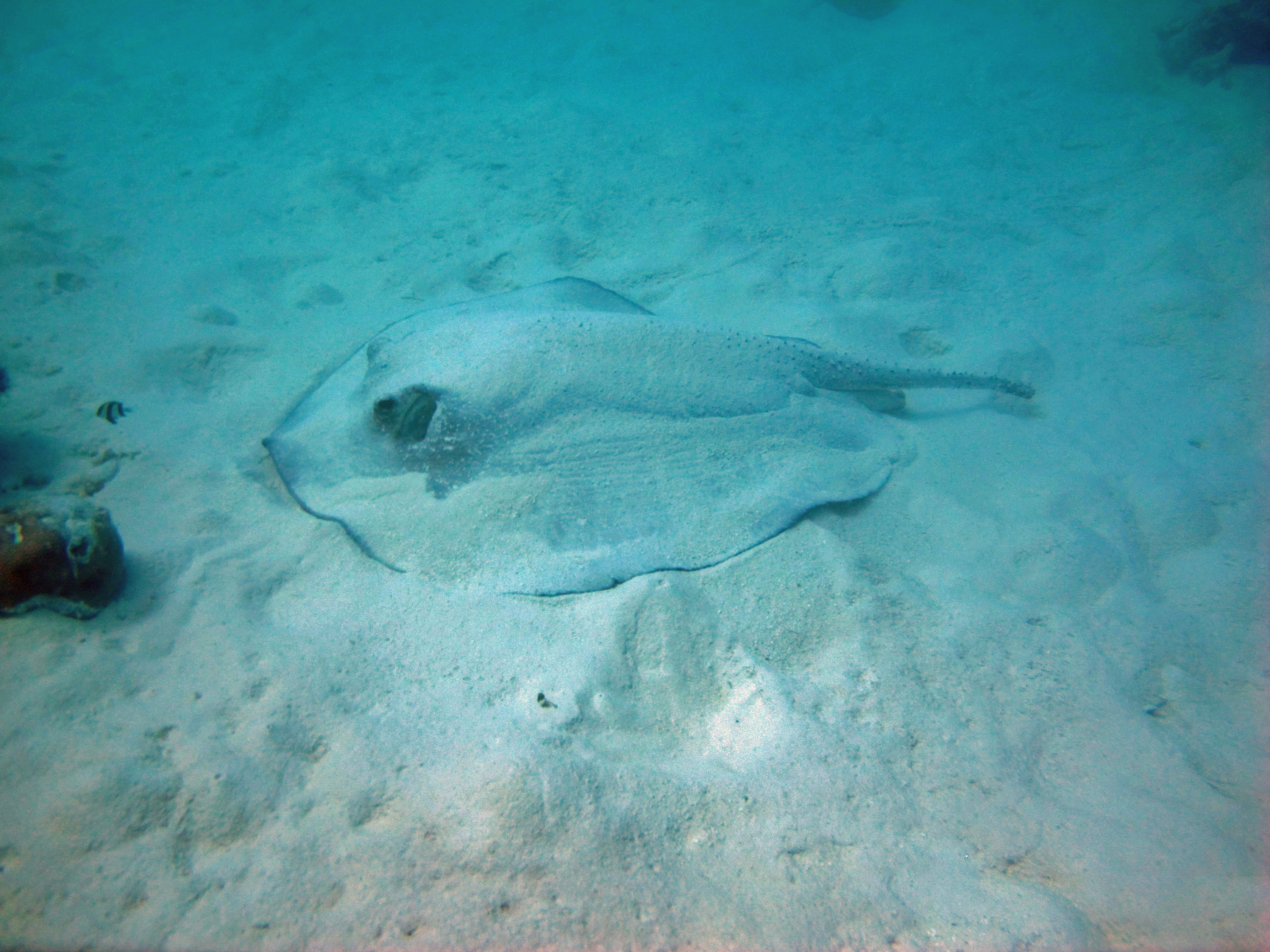
Urogymnus asperrimus
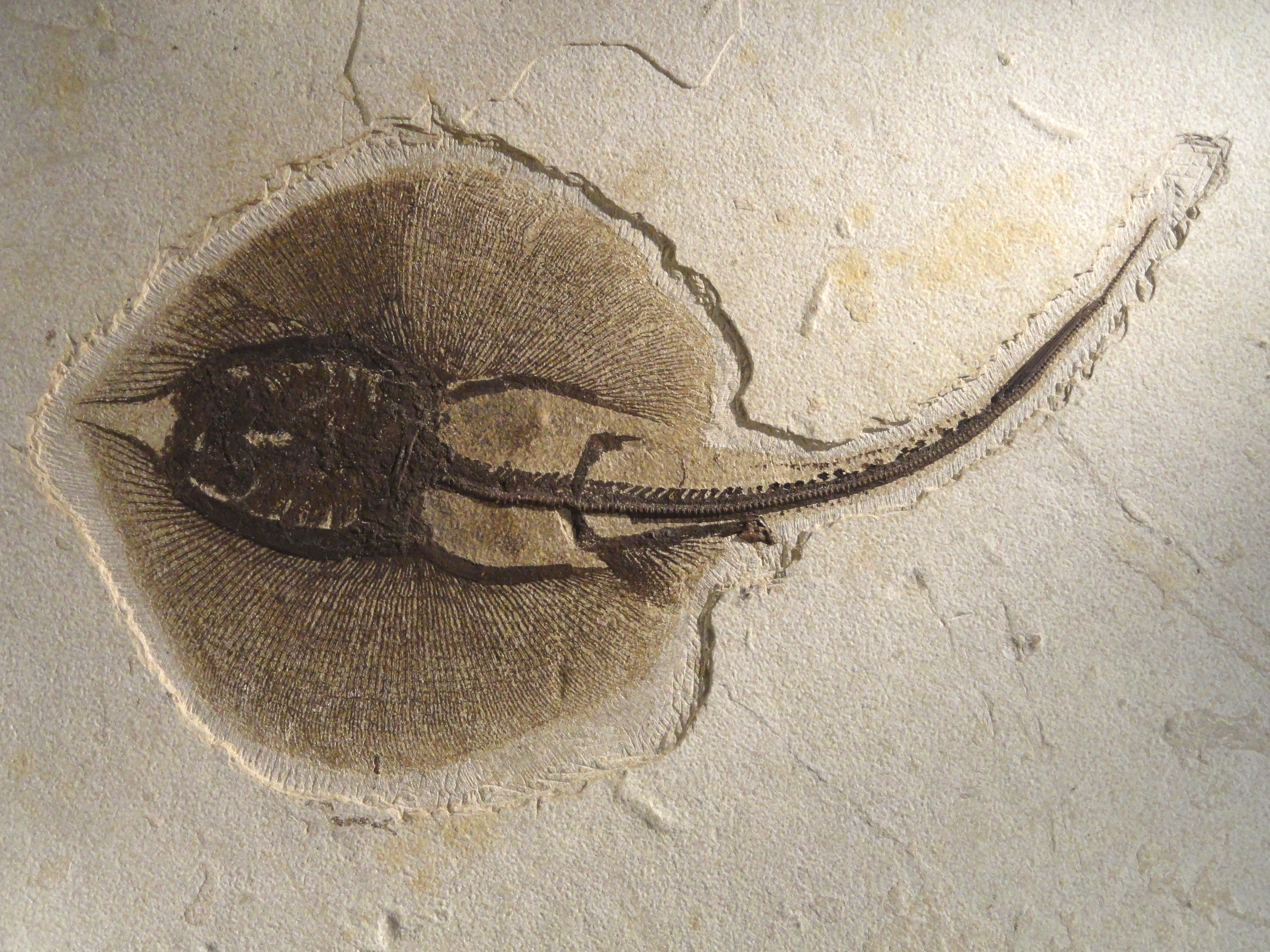
Fossile de Heliobatis radians